# A.P. Carter
Alvin Pleasant Delaney Carter, meglio conosciuto come A.P.Carter (Maces Spring, 15 dicembre 1891 – Kingsport, 7 novembre 1960), è stato un musicista statunitense, membro fondatore della Carter Family, uno dei più importanti e influenti gruppi di musica country della storia.

## Biografia
Nacque a Maces Spring, in Virginia. Il 18 giugno del 1915, sposò Sara Dougherty, dalla quale ebbe tre figli: Gladys, Janette e Joe.
Nel 1927, formò la Carter Family, assieme alla moglie e alla cugina di Sara, Maybelle, sposata al fratello di A.P., Ezra Carter.
I brani della Carter Family, erano accreditati a lui, sebbene spesso, nel comporli, attingesse da altre canzoni già esistenti e pubblicate molti anni prima.
Nel 1939, divorziò dalla moglie, e si crearono profonde tensioni nel gruppo, che vide la fine ufficiale della prima generazione, nel 1943.
A.P. Carter morì a Kingsport, in Tennessee, il 7 novembre 1960, all'età di 68 anni. Fu seppellito a Hiltons, in Virginia.

## Onorificenze
- Nel 1970 fu introdotto nella Nashville Songwriter Hall of Fame.
- Nel 1970 fu introdotto nella Country Music Hall of Fame, come parte della Carter Family[4]
- Nel 1993 apparve in un francobollo commemorativo dedicato alla Carter Family.
- Nel 2001 fu introdotto nella International Bluegrass Music Hall of Honor.
- "Keep on the Sunny Side" è uno spettacolo teatrale basato sulla sua vita, e andato in scena al Barter Theatre in Virginia.
- Il Public Broadcaster Service mise in onda, su American Experience, uno show di un'ora su A.P. e sulla Carter Family
- La casa dove abitò, il suo luogo di nascita, e altri luoghi correlati a lui o ai membri della Carter Family, sono parte del National Register of Historic Places[5].